# Giacomo Russo

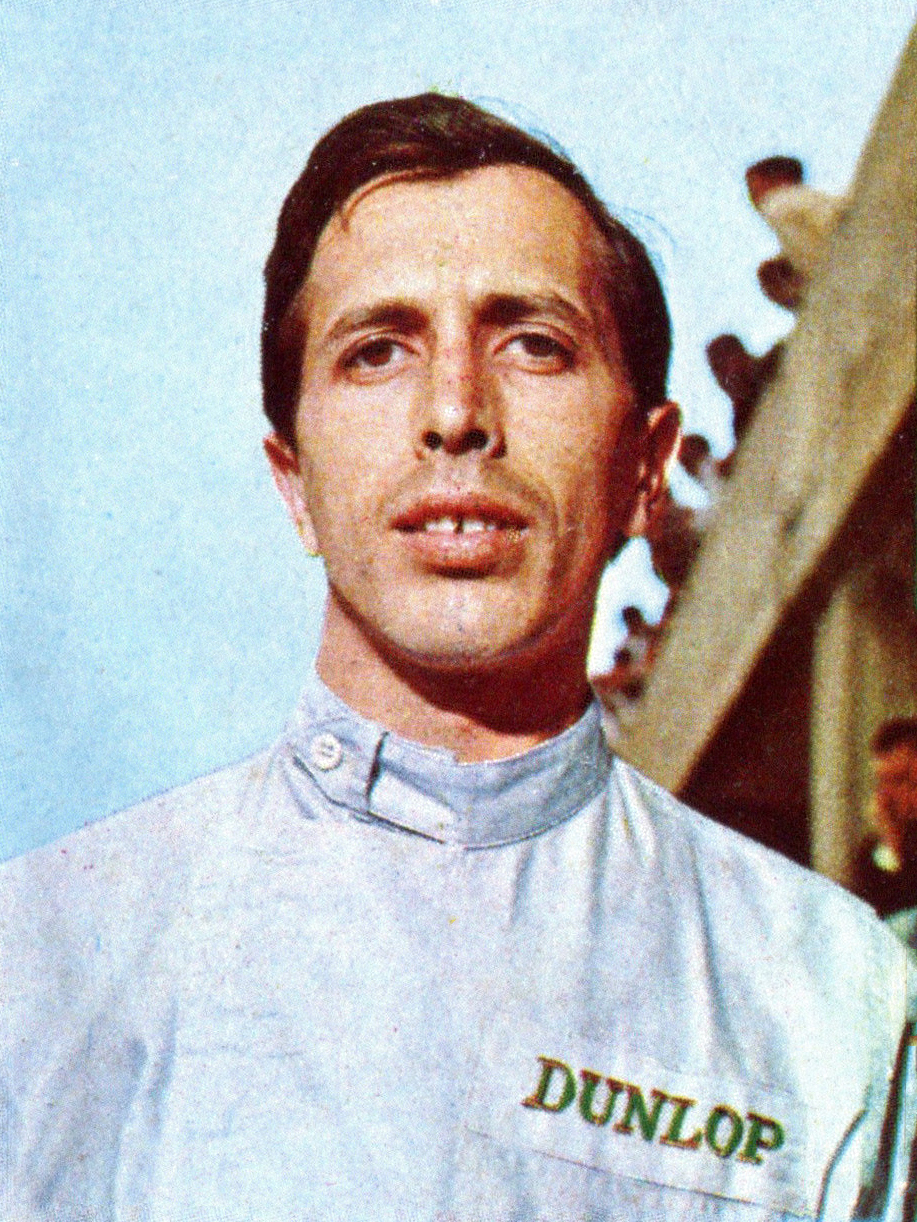
Giacomo Russo in 1966

Giacomo Russo, beter bekend onder zijn pseudoniem "Geki" (Milaan, 23 oktober 1937 – Caserta, 18 juni 1967), was een autocoureur uit Italië. Hij nam deel aan zijn thuisrace in 1964, 1965 en 1966 voor de teams Rob Walker Racing Team en Lotus, maar scoorde hierin geen punten. Hij overleed tijdens een Italiaanse Formule 3-race.